# Gabriac, Aveyron
Gabriac är en kommun i departementet Aveyron i regionen Occitanien i södra Frankrike. Kommunen ligger  i kantonen Bozouls som ligger i arrondissementet Rodez. År 2022 hade Gabriac 558 invånare.

## Befolkningsutveckling
Antalet invånare i kommunen Gabriac
Referens: INSEE